# Stupina (okręg Aluta)
Stupina – wieś w Rumunii, w okręgu Aluta, w gminie Cârlogani. W 2011 roku liczyła 9 mieszkańców.